# Ломбья
Ломбья́ (фр. Lombia) — коммуна во Франции, находится в регионе Аквитания. Департамент — Атлантические Пиренеи. Входит в состав кантона Пе-де-Морлаас и дю Монтанерес. Округ коммуны — По.
Код INSEE коммуны — 64346.

## География

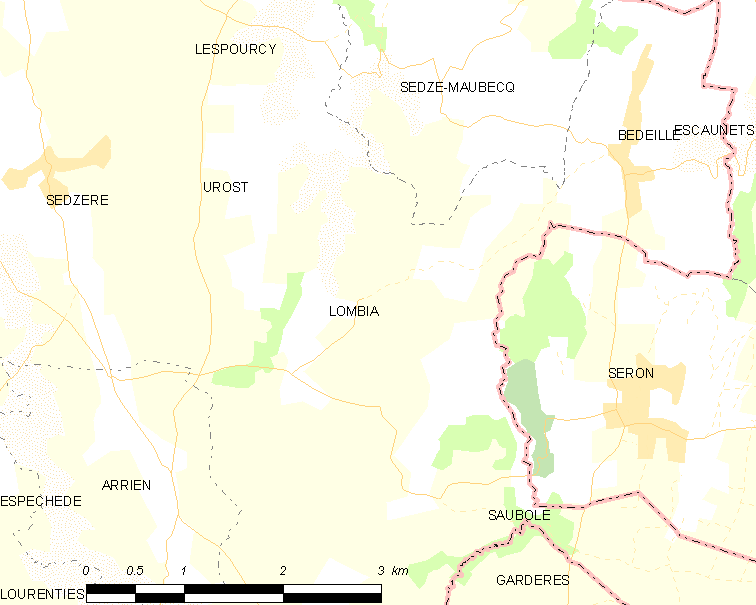
Карта коммуны

Коммуна расположена приблизительно в 650 км к югу от Парижа, в 175 км южнее Бордо, в 20 км к востоку от По.
По территории коммуны протекает река Леес.

### Климат
Климат тёплый океанический. Зима мягкая, средняя температура января — от +5°С до +13°С, температуры ниже −10 °C бывают редко. Снег выпадает около 15 дней в году с ноября по апрель. Максимальная температура летом порядка 20-30 °C, выше 35 °C бывает очень редко. Количество осадков высокое, порядка 1100 мм в год. Характерна безветренная погода, сильные ветры очень редки.

## Население
Население коммуны на 2010 год составляло 197 человек.
| 1962 | 1968 | 1975 | 1982 | 1990 | 1999 | 2010 |
| ---- | ---- | ---- | ---- | ---- | ---- | ---- |
| 196  | 182  | 173  | 176  | 167  | 163  | 197  |

## Администрация
| Период | Период | Фамилия       | Партия | Примечания |
| ------ | ------ | ------------- | ------ | ---------- |
| 1995   | 2008   | Филипп Барбе  |        |            |
| 2008   | 2020   | Бернар Кашеро |        |            |

## Экономика
В 2010 году среди 123 человек трудоспособного возраста (15-64 лет) 105 были экономически активными, 18 — неактивными (показатель активности — 85,4 %, в 1999 году было 67,3 %). Из 105 активных жителей работали 99 человек (60 мужчин и 39 женщин), безработных было 6 (3 мужчин и 3 женщины). Среди 18 неактивных 7 человек были учениками или студентами, 4 — пенсионерами, 7 были неактивными по другим причинам.

## Достопримечательности
- Церковь Успения Пресвятой Богородицы (XIX век)[4]

## Города-побратимы
- Пертуса (Испания, с 1998)